# Zatrucia czeskim metanolem w 2012

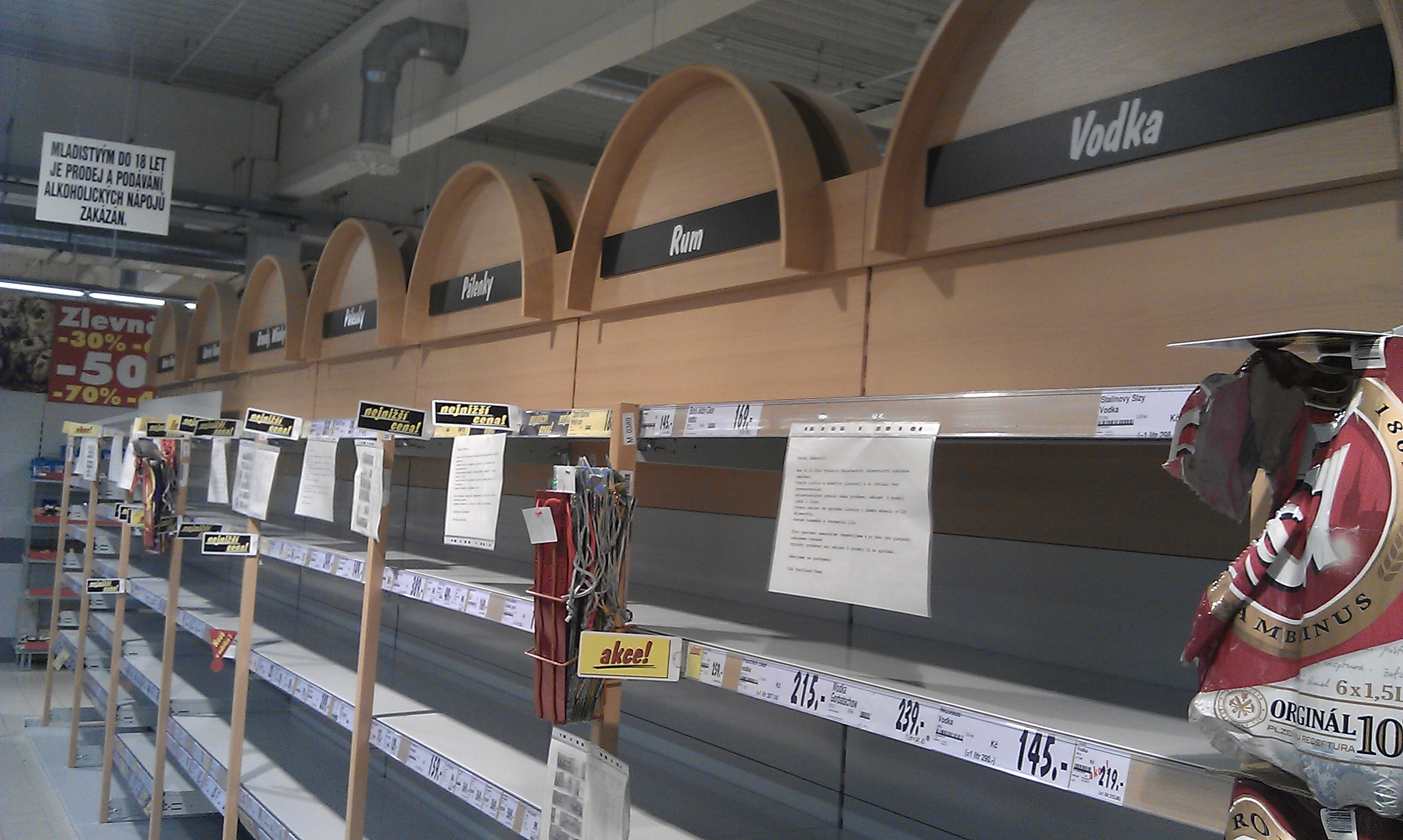
Puste półki w Czechach po ogłoszeniu prohibicji

Zatrucia czeskim metanolem w 2012 (cz. Metanolové otravy roku 2012) – seria zatruć alkoholem metylowym, które miały miejsce w Czechach i w Polsce we wrześniu, październiku i listopadzie 2012. W ich wyniku zmarło w Czechach 50 osób, w Polsce kilka. Kilka osób zatruło się na Słowacji.
Czechy otrzymały fomepizol od Norwegii do leczenia zatruć.